# 徳永直紀
徳永 直紀（とくなが なおき、1966年 - ）は、日本の自動車技術者。東京都出身。中央大学理工学部卒業。

## 来歴
1989年に大学を卒業し日産自動車に入社。追浜の中央研究所で林義正らの指揮下、モータースポーツ用車両の開発に関わっていた。
2000年、前年に日産がルノーの傘下に入ったことに加え、同年にルノーがベネトン・フォーミュラを買収しルノーF1として傘下に収めたことから、ルノーを通じて日産にF1エンジニアの募集がかかる。徳永はこれに応募して採用され、日産から出向する形でルノーF1のエンジン部門にて働き始めた。
ルノーF1では当初ローンチコントロールシステムの開発を手掛け、特に2004年 - 2005年頃には「ルノーにはスタートで勝てない」とライバルチームが諦めるほどの性能を発揮。ルノー・R25及びR26とフェルナンド・アロンソによるドライバーズタイトル2連覇、ルノーのコンストラクターズタイトル2連覇に貢献した。その後もルノー・R29に搭載される運動エネルギー回生システム（KERS）の開発などを手掛け、2010年には副テクニカルディレクターに昇格した。
しかしルノーがチームを売却しロータスF1チームとなったことなどから、2012年4月に同チームを去りルノー・スポールに移籍（実質的には復帰）。2014年よりF1で使用されるパワーユニット（PU）のテクニカルディレクターとして開発の指揮を執った。ルノーが再度チームを買収→参戦名義をアルピーヌF1とする中でも引き続きPUの開発を指揮したが、2022年7月にチームを離脱した。
以後しばらくはフリーだったが、2024年4月、F1参戦を目指すアンドレッティ・オートスポーツの上級戦略顧問を務めていることを明らかにした。